# Habo (commune)
La commune de Habo est une commune suédoise dans le comté de Jönköping. 9 758 personnes y vivent. Son siège se trouve à Habo.

## Localités principales
- Fagerhult
- Furusjö
- Habo